# Långtjärnen (Malå socken, Lappland, 725187-164814)
Långtjärnen är en sjö i Malå kommun i Lappland och ingår i Skellefteälvens huvudavrinningsområde.